# Esther de Carvalho
Esther Amélia da Costa Coutinho da Silva Carvalho, mais conhecida por Esther de Carvalho (Montemor-o-Velho, 20 de agosto de 1858 — Rio de Janeiro, 15 de janeiro de 1884), foi uma célebre atriz de teatro e cantora lírica portuguesa do século XIX, que se notabilizou em Portugal e no Brasil.

## Biografia

### Infância e juventude
Nasceu a 20 de agosto de 1858, na Rua ou Largo do Outeiro, freguesia de São Martinho de Montemor-o-Velho, no distrito de Coimbra, filha do Bacharel em Direito António Augusto Coutinho da Silva Carvalho, natural daquela vila e também ele um homem do teatro cuja fama e merecimentos chegaram mesmo a Lisboa, onde era muito conhecido e apreciado por alguns dos melhores artistas desse tempo e de sua mulher, Maria Amélia da Costa Côrte-Real, natural da freguesia de São Bartolomeu da cidade de Coimbra.
Foi muito pequena para a Figueira da Foz, onde se educou. Tinha uma conversação espirituosa, tocava admiravelmente o piano e cantava com arte numa voz melodiosa. Todos a adoravam, aplaudiam e festejavam. A época dos banhos, que atraía a população às praias da Figueira da Foz, era para ela um encanto. Quando tocava e cantava dentro de casa, com as janelas abertas, todas as pessoas que passavam na rua paravam a escutá-la com prazer, assim como nas assembleias e clubes da cidade, onde Esther também se apresentava. Ainda tentou ser professora, mas "(...) o seu espírito demasiado folgazão, o seu temperamento voluptuoso e a conduta libérrima que trilhara, prejudicaram-na nessa carreira. O orgulho que sentia ao ver-se adulada e requestada incessantemente, por ser elegante e formosa, despertou-lhe outro sentimento, o desejo impetuoso de vir a ser aclamada pelo seu valor, de ser aplaudida pelo seu talento, de, enfim, alcançar a glória." Esta intermitência de glória era-lhe muito desagradável e não se identificava com a pacatez da Figueira da Foz, nem com a austeridade e as conveniências sociais impostas pela família, sendo que, aos 21 anos, decidiu sair de casa, chegando a Lisboa com o propósito firme de entrar no Teatro da Trindade.

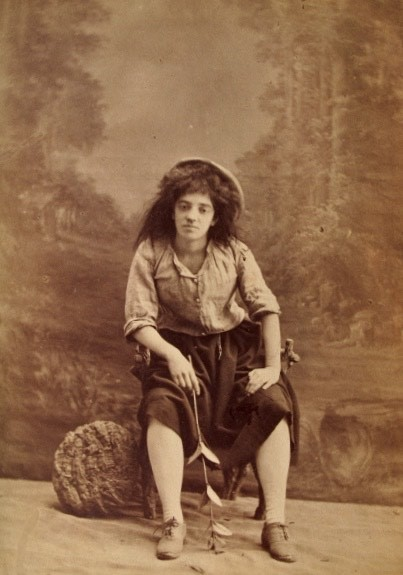
Esther de Carvalho em personagem (Biblioteca-Arquivo do Teatro Nacional D. Maria II).

### Início da carreira em Lisboa
Contratada pelo Trindade, em pouco tempo anunciou-se a sua estreia, que ocorreu a 31 de março de 1880 na opereta O Cão de Malaquias, constituindo um enorme êxito. O teatro encheu-se e o público pasmou-se do que via. Em vez de hesitação de uma debutante, Esther parecia antes conhecer o palco como os seus dedos, tal era o desembaraço e firmeza com que se apresentava, a jovem atriz que nem uma única vez representara como amadora. Foi automaticamente consagrada, os jornais da época fizeram-lhe os mais calorosos encómios, salientando, uns, que ela passara imediatamente à categoria de "primeira actriz do Trindade". De papel para papel ia obtendo mais agrado e firmando os seus créditos de atriz e cantora. Assim foi, em Orfeu no Inferno, Doutor Rosa, Rouxinol das salas, A filha do Inferno, Dragões d'El Rei, Estrela do Rei Uff, O último figurino, A filha da senhora Angot, Os três Dragões, Perichole, Chalet, A mascote e Dragões de Vilares, a última ópera que cantou em Lisboa.
Apesar do sucesso junto do público, apontavam-se-lhe defeitos na maneira como lidava com a profissão. O empresário Francisco Palha, diretor do Trindade, multou-a inúmeras vezes e repreendeu-a em tabelas veementíssimas, sem sucesso. Sousa Bastos descreve-o: "O seu viver é que era desregrado e inconveniente (...) Faltava a ensaios, faltava a espectaculos, proferia a toda a hora inconveniências, insultava as collegas e chegava a vias de facto! Aquelle viver pacato e methodico do theatro da Trindade não se dava com o seu feitio turbulento." A incompatibilidade de Esther para com a empresa do Trindade e vice-versa, tornou-se insustentável a ponto da atriz deixar o país e as noites de glória nos palcos lisboetas.

### Percurso no Brasil

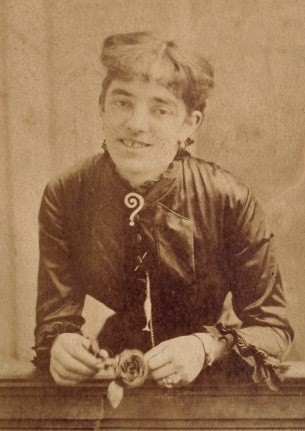
Retrato da atriz Esther de Carvalho (Biblioteca-Arquivo do Teatro Nacional D. Maria II).

Em julho de 1882 partiu para o Brasil com o ator Ribeiro, a bordo de um vapor, chegando ao Rio de Janeiro em 15 dias, hospedando-se no primeiro hotel que encontrou. Sousa Bastos conta que Esther, logo que chegou, lhe enviou um bilhete ao Teatro Príncipe Imperial, de que era empresário, dizendo: "Meu caro Sousa Bastos – Quer-me no seu teatro? – Esther". Dali ficou hospedada na casa de Sousa Bastos, que lhe proporcionou a sua estreia na peça Sino do Eremitério, que foi um grande sucesso. Desejou então ser empresária para auferir os interesses que o seu talento pudesse produzir. O que Esther de Carvalho fez daí por diante é "indescritível", como refereiu o empresário na biografia da atriz. Passava os dias na rua, de porta em porta, de janela em janela, de estabelecimento em estabelecimento, dava audiência à população menos instruída, preparava os meios de combate e recebia inúmeros presentes de todos os géneros, fazendo propaganda a seu favor e lamentando-se, até formar um partido, que de imediato rivalizou com Pepa Ruiz, considerada pelas primeiras plateias como grande atriz. De origem espanhola, Pepa era geralmente conhecida pelos brilhantes papéis de opereta, revista e comédia que protagonizava.
Os espetáculos onde Esther participava começaram a tornar-se tumultuosos, não passando muitas vezes do meio do primeiro ato. A luta entre "Estheristas" e "Pepistas" chegou a incomodar a polícia do Rio de Janeiro. Todos os espetáculos em que tomava parte a atriz Pepa eram interrompidos pelos "Estheristas", e, da mesma forma, aqueles em que entrava Esther eram interrompidos pelos "Pepistas". As desavenças passaram das salas de espetáculo para a praça pública, os que saíam de assistir às récitas nos teatros eram atacados pelos contrários e vice-versa e as ruas em que moravam as duas atrizes encontravam-se sempre em estado de sítio. Havia, diariamente, ferimentos e prisões.
Sousa Bastos relata um episódio caricato, aquando do auge das tensões do fanatismo pelas atrizes: "As luctas nos estabelecimentos eram engraçadissimas. Quasi todas as importantes casas commerciaes do Rio de Janeiro teem grande numero de caixeiros; entre elles havia Pepistas e Estheristas. A uma phrase inconveniente, a uma qualquer allusão, desatavam todos à pancada, sem se importarem com os freguezes, nem mesmo com os proprios patrões. Lembro-me que seguia eu uma noite com a actriz Pepa n'um bond que subia a rua da Assembléa; à nossa frente ia um sujeito carrancudo que nos olhava de revez. Ao chegarmos ao largo da Carioca, entraram para o bond quatro Pepistas que desataram logo aos vivas à Pepa. O sujeito carrancudo levantou-se n'um ímpeto, cheio de cólera e gritou: — Viva a Esther!... Os quatro saltaram-lhe em cima, atiraram-n'o à rua e dariam cabo d'elle, se eu não interviesse e a Pepa, pedindo-lhes que deixassem o pobre homem, que estava no seu direito em ser admirador da Esther, que na verdade tinha talento bastante para admirar." Em consequência da violência crescente que já afastava as famílias dos teatros e, na eminência de um acontecimento mais grave, Sousa Bastos partiu para São Paulo com a sua companhia.

### Declínio, falecimento e posteridade

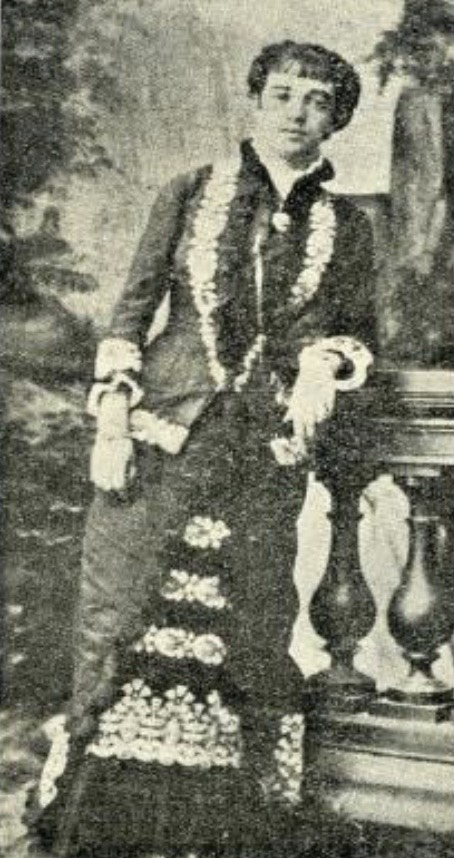
Esther de Carvalho no Rio de Janeiro (1882).

Esther e o ator Ribeiro, juntando-se ao maestro Alvarenga, amigo de Sousa Bastos que veio da Europa a convite do mesmo, fizeram-se empresários do Teatro Recreio Dramático. Estreando-se a empresa, na primeira representação da peça Perichole, o escândalo chegou a tal ponto que, a autoridade que presidia ao evento, mandou-o supender e levou presos para a estação policial, vestidos com o figurino, a atriz Esther e o ator Ribeiro. Em pouco tempo, a escalada dos tumultos culmina no assassinato do maestro Alvarenga, morto à paulada pelo amante de uma costureira do teatro a quem ele fazia corte. O ator Ribeiro falece dias depois, vitimado pela epidemia de febre amarela que assolava a região, a 21 de março de 1883. A morte trágica dos seus sócios, deixou Esther sozinha a dirigir o teatro com apenas 24 anos de idade, num trabalho esgotante e inglório, cometendo loucuras a cada dia, que lhe deram grandes desgostos. Pouco tempo depois, contrai tuberculose, doença que lhe ceifará a vida meses depois.
Sousa Bastos refere que Esther morreu na miséria "(...) a ponto de lhe venderem o ultimo movel e o senhorio querer pô-la fora da porta, moribunda, quando até já cortara a trança de cabello para vender. E que bonitos cabellos ella possuia!" Esther de Carvalho faleceu a 15 de janeiro de 1884, no Rio de Janeiro, com apenas 25 anos de idade. O seu funeral constituiu uma extraordinária manifestação de pesar. A atriz encontra-se sepultada no Cemitério de São João Baptista, no bairro de Botafogo, ao lado do seu companheiro e colega Ribeiro, num "(...) lindíssimo jazigo que tinham mandado fazer e não chegaram a pagar." Os Estheristas, com algumas exceções dos mais prudentes, ficaram quase todos desempregados. Alguns deram em comparsas de teatros, outros em cocheiros e muitos tiveram de sair do Rio de Janeiro.
Os seus admiradores cariocas, dedicados ao extremo, eram em tão elevado número que fundaram associações de recreio (Ateneu Dramático Esther de Carvalho e Sociedade Esther de Carvalho) e de socorros mútuos (Associação de Socorros Mútuos Memória a Esther de Carvalho), atitude que viria a ser seguida pelos seus conterrâneos quando decidiram atribuir o seu nome ao Teatro de Montemor (antigo Teatro Infante D. Manuel) e a dois dos grupos de teatro amador fundados na vila de Montemor-o-Velho – o Grupo Dramático-Beneficente Esther de Carvalho (1913) e o Centro de Iniciação Teatral Esther de Carvalho (1970).
O seu nome faz parte da toponímia de São Paulo (Rua Ester de Carvalho, bairro Jardim Três Marias).